# Faxanadu
Faxanadu (ファザナドゥ?, Fazanadu) è un videogioco di tipo avventura dinamica con caratteristiche tipiche dei platform e degli RPG, sviluppato per Famicom e per NES.
Il nome del gioco è stato dato in licenza dalla casa sviluppatrice di giochi Nihon Falcon (Falcon) ed è stato sviluppato e realizzato in Giappone dalla Hudson Soft nel 1987.
Nel 1989, la Nintendo America pubblicò il videogioco come prima parte di una serie sotto licenza Hudson Soft e Falcon. Nel 1990, venne importato anche in Europa.
Faxanadu può essere considerato una side-story di Xanadu, il quale è il secondo gioco della lunga serie Dragon Slayer della Falcom. Il titolo Faxanadu è infatti la combinazione dei nomi Famicom e Xanadu.

## Trama
Il retro della cover originale del videogioco dà al giocatore questa introduzione agli eventi che si vanno ad affrontare:
(Dal retro della cover originale del gioco)
Il giocatore controlla il protagonista di Faxanadu, uno sconosciuto viaggiatore senza nome (nella versione giapponese, era possibile sceglierlo all'inizio del gioco). La storia ha inizio quando il protagonista, dopo una lunga assenza, approccia Eolis, città degli elfi e suo paese natale, trovandola caduta in disgrazia e quasi completamente abbandonata. Lì incontra il re degli Elfi, che ha bisogno del suo aiuto per restaurare la prosperità del regno, sconfiggendo un'entità chiamata Il Maligno (The Evil One).
Durante la storia, viene rivelato che Elfi e Gnomi vivevano in armonia sull'Albero della Terra, finché Il Maligno apparve da un meteorite caduto dal cielo. Il Maligno trasformò gli Gnomi in mostri e li utilizzò per sterminare gli Elfi. Il re degli Gnomi, Grieve, prima di essere trasformato in mostro, ingoiò la sua spada magica nascondendola nel suo stesso corpo, così da impedire al maligno di impossessarsene. Infatti, è solo con questa spada che Il Maligno può essere distrutto.
Il gioco è diviso in quattro macroaree che vanno dal basso verso l'alto: la prima, al livello delle radici dell'albero; la seconda, avvolta da una fitta nebbia (l'interno del tronco); la terza, sui rami dell'albero e l'ultima all'interno della fortezza dei nani.

## Modalità di gioco
La modalità di gioco è quella del classico RPG. Il giocatore deve avanzare sulla mappa del gioco sconfiggendo i nemici che incontra sul suo cammino e raccogliendo il denaro che essi lasciano alla loro morte, con il quale potrà poi acquistare potenziamenti e oggetti utili nei negozi. Sono infatti presenti diverse città nel gioco, delle “zone sicure”, in cui il giocatore può fare acquisti e acquisire utili informazioni parlando con gli abitanti.  
Il gioco ha un andamento non lineare. Per poter procedere nel mondo dell’albero, il giocatore deve infatti anche risolvere enigmi o svolgere missioni, per la cui riuscita è spesso necessario ritornare ad aree già precedentemente visitate. Sono inoltre presenti sulla mappa del gioco parecchi “dungeon” o fortezze, all’interno dei quali il giocatore può reperire gli oggetti necessari per procedere. Per accedere alle fortezze, occorre essere in possesso di determinate chiavi, e, in genere, per reperire gli oggetti necessari a progredire, bisogna sconfiggere un boss. Alcune fortezze sono facoltative o addirittura inutili, ma per la maggior parte devono essere superate con successo per poter procedere nella missione.
Il gioco è dotato di un sistema di password (mantra) che consente di ricominciare l’avventura dall’ultima casa del Guru visitata, mantenendo il possesso di tutti gli oggetti raccolti o acquistati fino a quel momento. Anche in caso di game over, il giocatore ha la possibilità di ricominciare l’avventura dall’ultima casa del Guru, con una quantità di denaro ed esperienza proporzionale al rango da esso raggiunto.

## Accoglienza
Nell'edizione del novembre / dicembre 1989 di Nintendo Power, Faxanadu ha esordito piazzandosi subito nella Top. 30 al 6º posto. Nelle edizioni successive, però, è costantemente sceso in graduatoria.

## Altri media
Il mondo di Faxanadu è apparso in due episodi, nelle stagioni 1990 e 1991, nella serie Captain N: The Game Master, che veniva trasmessa il sabato mattina e si basava sui personaggi della Nintendo. I due episodi si intitolano "The Feud of Faxanadu" e "Germ Wars". Al re degli Elfi (Elven King) è stato dato il nome di Melvis, e i suoi atteggiamenti, oltre alla voce, ricordano molto quelli di Elvis Presley; nella sua seconda apparizione, la voce venne cambiata. Il re degli Gnomi invece non appare, in quanto venne sostituito dalla Regina Dwarfine.
La musica d'apertura di Faxanadu può essere ritrovata nell'album italiano La chiave del 20 di Uochi Toki ed Eterea Post Bong Band, tra i migliori 20 dischi del 2007 secondo il premio P.I.M.I.